# Liste des députés de la Haute-Loire
 (mai 2025).
Liste des députés de la Haute-Loire

## VeRépublique

### Irelégislature(1958-1962)
| Circonscription     | Identité        | Parti    | Suppléant(e)     |
| ------------------- | --------------- | -------- | ---------------- |
| 1re circonscription | M. Noël Barrot  | MRP      | M. Jean Prunayre |
| 2e circonscription  | M. Jean Deshors | app.CNIP |                  |

### IIelégislature(1962-1967)
| Circonscription     | Identité                            | Parti | Suppléant(e)                            |
| ------------------- | ----------------------------------- | ----- | --------------------------------------- |
| 1re circonscription | M. Noël Barrot décédé le 08/06/1966 | MRP   | M. Jean Prunayre à partir du 09/06/1966 |
| 2e circonscription  | M. Marcel Raffier                   | UNR   | M. Louis Roche                          |

### IIIelégislature(1967-1968)
| Circonscription     | Identité          | Parti | Suppléant(e)        |
| ------------------- | ----------------- | ----- | ------------------- |
| 1re circonscription | M. Jacques Barrot | CD    | M. Roger Fourneyron |
| 2e circonscription  | M. René Chazelle  | SFIO  | M. Camille Solelhac |

### IVelégislature(1968-1973)
| Circonscription     | Identité          | Parti | Suppléant(e)        |
| ------------------- | ----------------- | ----- | ------------------- |
| 1re circonscription | M. Jacques Barrot | CD    | M. Roger Fourneyron |
| 2e circonscription  | M. René Chazelle  | SFIO  | M. Camille Solelhac |

### Velégislature(1973-1978)
| Circonscription     | Identité                                    | Parti | Suppléant(e)                          |
| ------------------- | ------------------------------------------- | ----- | ------------------------------------- |
| 1re circonscription | M. Jacques Barrot                           | CDP   | M. Roger Fourneyron                   |
| 2e circonscription  | M. Jean-Claude Simon (décédé le 19/08/1976) | RI    | M. Paul Besson (décédé le 13/11/1974) |
| 2e circonscription  | M. Louis Eyraud (élu le 14/11/1976)         | PS    | M. Jean Pradel                        |

Roger Fourneyron remplace Jacques Barrot, nommé membre du Gouvernement, du 09/07/1974 au 02/04/1978.

### VIelégislature(1978-1981)
| Circonscription     | Identité          | Parti | Suppléant(e)        |
| ------------------- | ----------------- | ----- | ------------------- |
| 1re circonscription | M. Jacques Barrot | UDF   | M. Roger Fourneyron |
| 2e circonscription  | M. Jean Proriol   | UDF   | M. Guy Vissac (RPR) |

Roger Fourneyron remplace Jacques Barrot, nommé membre du Gouvernement, du 06/05/1978 au 22/05/1981.

### VIIelégislature(1981-1986)
| Circonscription     | Identité          | Parti | Suppléant(e)        |
| ------------------- | ----------------- | ----- | ------------------- |
| 1re circonscription | M. Jacques Barrot | UDF   | M. Roger Fourneyron |
| 2e circonscription  | M. Jean Proriol   | UDF   | M. Guy Vissac (RPR) |

### VIIIelégislature(1986-1988)
Scrutin proportionnel. Pas de circonscriptions ni de suppléants.
| Identité          | Parti |
| ----------------- | ----- |
| M. Jacques Barrot | UDF   |
| M. Jean Proriol   | UDF   |

### IXelégislature(1988-1993)
| Circonscription     | Identité          | Parti | Suppléant(e)        |
| ------------------- | ----------------- | ----- | ------------------- |
| 1re circonscription | M. Jacques Barrot | UDF   | M. Gérard Roche     |
| 2e circonscription  | M. Jean Proriol   | UDF   | M. Guy Vissac (RPR) |

### Xelégislature(1993-1997)
| Circonscription     | Identité          | Parti | Suppléant(e)        |
| ------------------- | ----------------- | ----- | ------------------- |
| 1re circonscription | M. Jacques Barrot | UDF   | M. Serge Monnier    |
| 2e circonscription  | M. Jean Proriol   | UDF   | M. Guy Vissac (RPR) |

Serge Monnier remplace Jacques Barrot, nommé membre du Gouvernement, du 19/06/1995 au 21/04/1997.

### XIelégislature(1997-2002)
| Circonscription     | Identité          | Parti | Suppléant(e)                              |
| ------------------- | ----------------- | ----- | ----------------------------------------- |
| 1re circonscription | M. Jacques Barrot | UDF   | M. Serge Monnier                          |
| 2e circonscription  | M. Jean Proriol   | UDF   | M. Guy Vissac (RPR) élu Sénateur en 1998. |

### XIIelégislature(2002-2007)
| Circonscription     | Identité | Parti | Suppléant             |
| ------------------- | --- | ----- | --------------------- |
| 1re circonscription | M. Laurent Wauquiez (Élu le 4 juillet 2004 : élection partielle en vue du remplacement de Jacques Barrot, démissionnaire) | UMP   | M. Jean-Pierre Marcon |
| 2e circonscription  | M. Jean Proriol | UMP   | M. Michel Bergougnoux |

Laurent Wauquiez était le suppléant de Jacques Barrot en 2002.

### XIIIelégislature(2007-2012)
| Circonscription     | Identité            | Parti | Suppléant             |
| ------------------- | ------------------- | ----- | --------------------- |
| 1re circonscription | M. Laurent Wauquiez | UMP   | Jean-Pierre Marcon    |
| 2e circonscription  | M. Jean Proriol     | UMP   | M. Michel Bergougnoux |

Jean-Pierre Marcon remplace Laurent Wauquiez, nommé membre du Gouvernement, du 20/07/2007 à la fin de la législature.

### XIVelégislature(2012-2017)
Les députés élus le 10 juin 2012 sont :
| Circonscription          | Député             | Parti | Parti | Suppléant         | Autre mandat |
| ------------------------ | ------------------ | ----- | ----- | ----------------- | --- |
| Première circonscription | Laurent Wauquiez   |       | UMP   | Isabelle Valentin | Maire du Puy-en-Velay (jusqu'au 29 janvier 2016) Président du Conseil régional d'Auvergne-Rhône-Alpes (à partir du 4 janvier 2016)                                                  |
| Deuxième circonscription | Jean-Pierre Vigier |       | UMP   | Michel Decolin    | Maire de Lavoûte-Chilhac Conseiller régional d'Auvergne-Rhône-Alpes (à partir du 4 janvier 2016) Conseiller départemental du canton du Pays de Lafayette (à partir du 29 mars 2015) |

### XVelégislature(2017-2022)
Les députés élus le 18 juin 2017 sont :
| Circonscription          | Député             | Parti | Parti | Suppléant        | Autre mandat                                                        |
| ------------------------ | ------------------ | ----- | ----- | ---------------- | ------------------------------------------------------------------- |
| Première circonscription | Isabelle Valentin  |       | LR    | Laurent Wauquiez | Conseillère régionale d'Auvergne-Rhône-Alpes                        |
| Deuxième circonscription | Jean-Pierre Vigier |       | LR    | Michel Chapuis   | Maire de Lavoûte-Chilhac Conseiller régional d'Auvergne-Rhône-Alpes |

### XVIelégislature(2022-2024)
Les députés élus le 19 juin 2022 sont :
| Circonscription          | Député             | Parti | Parti | Suppléant        | Autre mandat                                      |
| ------------------------ | ------------------ | ----- | ----- | ---------------- | ------------------------------------------------- |
| Première circonscription | Isabelle Valentin  |       | LR    | Laurent Wauquiez | Conseillère départementale du canton d'Yssingeaux |
| Deuxième circonscription | Jean-Pierre Vigier |       | LR    | Corinne Bringer  | Conseiller régional d'Auvergne-Rhône-Alpes        |

### XVIIelégislature(2024-2029)
Les députés élus le 19 juin 2022 sont :
| Circonscription          | Député             | Parti | Parti | Suppléant            | Autre mandat                               |
| ------------------------ | ------------------ | ----- | ----- | -------------------- | ------------------------------------------ |
| Première circonscription | Laurent Wauquiez   |       | LR    | Caroline Di Vincenzo |                                            |
| Deuxième circonscription | Jean-Pierre Vigier |       | LR    | Corinne Bringer      | Conseiller régional d'Auvergne-Rhône-Alpes |

## IVeRépublique

### Troisième législature (1956-1958)
Léon Sagnol (Radical)
Noël Barrot (MRP)
Paul Antier (Parti paysan)
Gaston Pébellier (CNI)

### Deuxième législature (1951-1956)
Noël Barrot (MRP)
Paul Antier (Parti paysan)
Jean Deshors (Parti paysan)
Eugène Pébellier (Parti paysan), décédé le 30 mars 1952, remplacé à la suite d'une élection partielle (25 mai 1952) par Jean Pébellier (Républicain indépendant), démissionne le 6 octobre 1953, remplacé à la suite d'une élection partielle (15 novembre 1953) par Gaston Pébellier (RI)

### Première législature (1946-1951)
Alfred Biscarlet (PCF)
Noël Barrot (MRP)
Paul Antier (Parti paysan)
Jean Deshors (Parti paysan)

## Gouvernement provisoire de la République française

### Deuxième assemblée constituante (juin-novembre 1946)
Alfred Biscarlet (PCF)
Noël Barrot (MRP)
Paul Antier (Parti paysan)
Jean Deshors (Parti paysan)

### Première assemblée constituante (1945-1946)
Alfred Biscarlet (PCF)
Noël Barrot (MRP)
Paul Antier (Parti paysan)
Jean Deshors (Parti paysan)

## IIIeRépublique

### Assemblée nationale(1871-1876)
- Marie Étienne Emmanuel Bertrand de Chabron, Centre gauche
- Pierre Malartre, Union des droites
- Jules de Vinols de Montfleury, Union des droites
- Jean-Jacques Le Normant de Flaghac, Centre droit
- Charles Calemard de Lafayette, Centre droit
- Pierre Marie Vinay, Centre droit

### Irelégislature(1876-1877)
- Pierre Malartre
- Ernest Vissaguet
- Anatole de Cassagnes de Beaufort de Miramon invalidé en 1876, remplacé par Antoine-Léonce Guyot-Montpayroux
- Julien Maigne

### IIelégislature(1877-1881)
- Antoine-Léonce Guyot-Montpayroux
- Pierre Malartre invalidé en 1879, remplacé par Fleury Binachon
- Pierre Marie Vinay invalidé en 1878, remplacé par Louis Camille Morel
- Julien Maigne

### IIIelégislature(1881-1885)
- Pierre Henri Ernest de Kergorlay (1847-1919)
- Pierre Malartre (1834-1911)
- Claude Auguste Jouve (1821-1891)
- Julien Maigne (1816-1893)
- Amédée Martinon de Saint-Ferréol

### IVelégislature(1885-1889)
- Fleury Binachon
- Charles Dupuy
- Joseph Rumillet-Charretier
- Marie-Julien de La Batie

### Velégislature(1889-1893)
- Le Puy-2 : Pierre Henri Ernest de Kergorlay, Conservateur
- Le Puy-1 : Charles Dupuy,  Républicain
- Yssingeaux : Pierre Malartre,  Conservateur
- Brioude : Julien Maigne, Radical

Source : journal Le Temps du 24 septembre et du 8 octobre 1889 sur Gallica,.

### VIelégislature(1893-1898)
- Le Puy-1 : Charles Dupuy,  Républicain
- Yssingeaux : Émile Néron-Bancel,  Républicain
- Le Puy-2 : Henry Blanc, Républicain
- Brioude : Laurent Chantelauze, Républicain

Source : journal Le Temps du 22 août et du 5 septembre 1893 sur Gallica,.

### VIIelégislature(1898-1902)
- Le Puy-1 : Charles Dupuy, Républicain, élu sénateur en 1900, remplacé par Louis Vigouroux, Républicain
- Yssingeaux : Émile Néron-Bancel, Républicain
- Le Puy-2 : Henry Blanc, Républicain
- Brioude : Louis Devins, Radical Socialiste [5]

Source : journal Le Temps du 10 mai et du 24 mai 1898 sur Gallica,.

### VIIIelégislature(1902-1906)
- Le Puy-1 : Louis Vigouroux, Républicain
- Brioude : Louis Devins, Radical dissident
- Le Puy-2 : Joseph Durand, Républicain
- Yssingeaux : Adrien Michel, Libéral

Source : journal Le Temps du 29 avril et du 13 mai 1902 sur Gallica,.

### IXelégislature(1906-1910)
- Yssingeaux : Édouard Néron, Républicain Progressiste
- Le Puy-1 : Louis Vigouroux, Républicain (Gauche démocratique)
- Brioude : Louis Devins, Gauche Radicale
- Le Puy-2 : Joseph Durand, Républicain Progressiste

Sources : Journal Le Temps du 6 et du 22 mai 1906 sur Gallica - ,.

### Xelégislature(1910-1914)
- Brioude : Louis Devins, Gauche radicale, élu sénateur en 1912, remplacé par Paul Veysseyre, Gauche démocratique, élu le 20 juillet 1913
- Yssingeaux : Édouard Néron, Républicain progressiste
- Le Puyt-1 : Joseph Boutaud, Gauche radicale
- Le Puy-2 : Joseph Durand, Républicain progressiste

Sources : Journal Le Temps du 24 avril et du 8 mai 1910 sur Gallica - ,.

### XIelégislature(1914-1919)
- Le Puy-2 : Laurent Eynac, Républicain de gauche (modéré)
- Le Puy-1 : Paul Ribeyre, Gauche démocratique
- Yssingeaux : Ernest Joubert-Peyron, Radical socialiste
- Brioude : Julien Fayolle, Radical socialiste

Sources : Journal Le Temps du 28 avril et du 12 mai 1914 sur Gallica - ,.

### XIIelégislature(1919-1924)
Les élections législatives de 1919 furent organisées au scrutin proportionnel de liste. Elles marquèrent au niveau national la victoire du "Bloc national" de centre-droit.
Liste de concentration républicaine pour le relèvement économique du pays et la défense des intérêts du département
- Laurent Eynac, Républicain de gauche (modéré)

Liste d'Union nationale pour la paix sociale et le relèvement du pays
- Joseph Antier, Conseiller général, Le Puy, Entente républicaine démocratique
- Victor Constant, Maire de Saint-Germain-Laprade, Entente républicaine démocratique
- Édouard Néron, Conseiller général, Président du comice agricole d'Yssingeaux, Entente républicaine démocratique

Source : Barodet sur le site de l'Assemblée Nationale - https://bibnum.sciencespo.fr/s/catalogue/ark:/46513/sc16m2kz#?c=&m=&s=&cv=

### XIIIelégislature(1924-1928)
Les élections législatives de 1924 furent organisées au scrutin proportionnel de liste. Elles marquèrent au niveau national national la victoire du "Cartel des gauches".
Liste d'Union des Républicains
- Laurent Eynac, Gauche radicale, Chargé de mission au Ministère des Travaux publics
- Jules Pierre Boyer, Gauche radicale, Président du Conseil d'arrondissement, conseiller municipal du Puy
- André Roux, Parti radical et radical-socialiste, Maire de Langeac, conseiller général du Canton de Pinols
- Auguste Joseph Marius Chauvin, Parti radical et radical-socialiste, Agriculteur à Yssingeaux

Source : Barodet sur le site de l'Assemblée Nationale - https://bibnum.sciencespo.fr/s/catalogue/ark:/46513/sc16m1m0#?c=&m=&s=&cv=

### XIVelégislature(1928-1932)
Les élections législatives furent au scrutin d'arrondissement majoritaire à deux tours de 1928 à 1936.
- Yssingeaux : Joseph Antier, Démocrate populaire
- Le Puy-1 : Jules Pierre Boyer, Gauche radicale
- Le Puy-2 : Laurent Eynac, Gauche radicale
- Brioude : Julien Fayolle, Radical-socialiste

Source : Élections législatives 22-29 avril 1928 de Georges Lachapelle - https://gallica.bnf.fr/ark:/12148/bpt6k320439r.texteImage#

### XVelégislature(1932-1936)
- Le Puy-1 : Philibert Besson (1898-1941), Non-inscrit, déchu le 1er avril 1935, remplacé par Joseph Archer (1883-1957), Non-inscrit, maire de Cizely (Nièvre), élu le 23 juin 1935
- Le Puy-2 : Laurent Eynac (1886-1970), Gauche radicale, élu Sénateur en 1936, non remplacé
- Yssingeaux : Augustin Michel (1882-1970), Fédération républicaine
- Brioude : Julien Fayolle (1867-1935), Radical-socialiste, élu sénateur en 1933, remplacé par Maurice Thiolas, SFIO, élu le 16 avril 1933

### XVIelégislature(1936-1942)
Un décret de 1939 a prolongé de deux ans le mandat de la législature élue en 1936.
- Le Puy-2 : Paul Antier, Agraire indépendant, déchu de son mandat par le Gouvernement de Vichy [17]
- Brioude : Maurice Thiolas, SFIO
- Le Puy-1 : Eugène-Gaston Pébellier, Républicains indépendants et d'action sociale, Parti social français
- Yssingeaux : Augustin Michel, Fédération républicaine

## Corps législatif (Second Empire)

### Irelégislature(1852-1857)
- César Florimond de Faÿ de La Tour-Maubourg (1820-1886) ;
- Barthélemy de Romeuf (1799-1871) ;

### IIelégislature(1857-1863)
- César Florimond de Faÿ de La Tour-Maubourg (1820-1886) ;
- Barthélemy de Romeuf (1799-1871) ;

### IIIelégislature(1863-1869)
- César Florimond de Faÿ de La Tour-Maubourg (1820-1886) ;
- Barthélemy de Romeuf (1799-1871) ;

### IVelégislature(1869-1870)
- Antoine-Léonce Guyot-Montpayroux (1839-1884) ;
- César Florimond de Faÿ de La Tour-Maubourg (1820-1886) ;

## IIeRépublique
Élections au suffrage universel masculin à partir de 1848

### Assemblée nationale constituante (1848-1849)
- Pierre de Lagrevol
- Antoine Avond
- Edmond du Motier de La Fayette
- Félix Grellet de la Deyte
- Abraham Breymand
- Aimé Laurens
- Alphonse Badon
- Joseph Marcellin Rullière

### Assemblée nationale législative (1849-1851)
- Julien Maigne, déchu en 1850, remplacé par François Maigne
- Amédée Martinon de Saint-Ferréol
- Philippe Chouvy
- Jean-Claude Chovellon
- Abraham Breymand
- Jean-Baptiste Monnier

## Chambre des députés (Monarchie de Juillet)

### IreLégislature(1830-1831)
- Pierre-Antoine Berryer
- Joseph Jacques Bertrand
- Gaspard Chevalier-Lemore

### IIeLégislature(1831-1834)
- Pierre-Antoine Berryer
- Joseph Jacques Bertrand
- Pierre Mallye

### IIIeLégislature(1834-1837)
- Joseph Jacques Bertrand démissionne en 1836, remplacé par Pierre Calemard de Lafayette
- Pierre Mallye
- Pierre Augustin Cuocq

### IVeLégislature(1837-1839)
- Frédéric Salveton
- Henri de Saignard de La Fressange
- Pierre Calemard de Lafayette

### VeLégislature(1839-1842)
- Henri de Saignard de La Fressange
- Pierre Calemard de Lafayette
- Pierre Mallye

### VIeLégislature(1842-1846)
- Louis Richond des Brus
- Henri de Saignard de La Fressange
- Pierre Mallye

### VIIeLégislature(17/08/1846-24/02/1848)
- Frédéric Salveton
- Louis Richond des Brus
- Henri de Saignard de La Fressange

## Chambre des députés des départements (2eRestauration)

### Irelégislature(1815–1816)
- Joseph-Alphonse de Saignard de Choumouroux
- Claude Préaux de Machéco
- Armand de Polignac (1771-1847)
- Georges Marcellin Chabron de Solilhac

### IIelégislature(1816-1823)
- Georges Marcellin Chabron de Solilhac
- Gaspard Chevalier-Lemore
- Jean Guillaume Chabalier

### IIIelégislature(1824-1827)
- Jean-François Calemard de Lafayette
- Georges Marcellin Chabron de Solilhac
- Gaspard Chevalier-Lemore

### IVelégislature(1828-1830)
- Pierre-Antoine Berryer
- Joseph Jacques Bertrand
- Jean-François Calemard de Lafayette
- Georges Marcellin Chabron de Solilhac
- Gaspard Chevalier-Lemore

### Velégislature(23 juin 1830-28 juillet 1830)
- Pierre-Antoine Berryer
- Joseph Jacques Bertrand
- Gaspard Chevalier-Lemore

## Chambre des représentants (Cent-Jours)
- Georges Washington de La Fayette
- Régis Barthélemy Mouton-Duvernet
- Antoine Bonne-Chevant
- Joseph Balthazar Bonet de Treyches
- Joseph-François Dugone
- Jean-Joseph de Croze

## Chambre des députés des départements (1reRestauration)
- Louis Christophe Lemoro de Lafaye

## Corps législatif(1800-1814)
- Louis Christophe Lemoro de Lafaye (1760-1814) ;
- Julien Léonard Vauzelles (1757-1831) ;
- Joseph Balthazar Bonet de Treyches (1757-1828) ;
- Marie Charles César de Faÿ de La Tour-Maubourg (1756-1831) ;
- Jean-Baptiste Grenier (1753-1834) ;
- Jean Louis Augustin Besquent (1746-1808) ;
- Balthazar Faure (1746-1805) ;

## Conseil des Cinq-Cents(1795-1799)
- Claude Francois Benoît Richond
- Laurent Borne
- Jean-Baptiste Borel-Vernières
- Julien Léonard Vauzelles
- Joseph Bonet de Treyches
- Jean Grenier
- Jean-Joseph de Croze
- Charles Dupeloux
- Pierre de Belmont
- Jean-André Barthélémy
- Jean-François Portal
- Armand-Gaston Camus
- Pierre-Charles Gallet

## Convention nationale(1792-1795)
7 députés et 4 suppléants

### Députés
1. Claude-André-Benoît Reynaud, maire du Puy, ancien député à la Législative.
2. Balthazar Faure, président du tribunal d'Yssengeaux.
3. Joseph-Etienne Delcher, procureur de la commune de Brioude, ancien député à la Législative.
4. François Lanthenas, opte pour Rhône-et-Loire.
5. Antoine Rongiès, cultivateur, ancien député à la Législative. Donne sa démission ; est remplacé par Lemoyne le 10 vendémiaire an II (1er octobre 1793).
6. Joseph Bonet de Treyches, juge de paix à Monistrol, ancien Constituant. Est traduit au tribunal révolutionnaire le 12 vendémiaire an II (3 octobre 1793) ; s'évade et rentre plus tard à la Convention.
7. Armand-Gaston Camus, archiviste national, ancien Constituant. Livré aux Autrichiens par Dumouriez le 3 avril 1793 ; est mis en liberté le 4 nivôse an IV (25 décembre 1795).

### Suppléants
1. Jean-André Barthélémy, homme de loi, lieutenant des canonniers du Puy. Remplace Lanthenas qui opte pour Rhône-et-Loire ; donne sa démission le 1er jour complémentaire an II (17 septembre 1795).
2. Jean-Claude Lemoyne, électeur de Monitrol. Remplace le 10 vendémiaire an II (1er octobre 1793), Rongier démissionnaire.
3. François Bardy. Est appelé à siéger en vertu de l'article 1er de la loi du 7 ventôse an III (25 février 1795) et du tirage au sort destiné à compléter la Convention, opéré le 5 floréal an III (24 avril 1795).
4. Claude-Augustin Imbert-Dupuy. N'a pas siégé. Né vers 1762, se disant étudiant. Fut élu dans une élection complémentaire en place de Lanthenas. Condamné à mort à Paris par le tribunal révolutionnaire le 18 nivôse an II (7 janvier 1794) comme "auteur et complice de faux en écriture publique, particulièrement en faisant imprimer des modèles de passeports, diplômes et autres pièces, en fabricant des matrices fausses des sceaux des autorités et sociétés populaires, et de les avoir faits dans des intentions de favoriser les ennemis intérieurs de la république, tendant à exciter une guerre civile"

## Assemblée législative (1791-1792)
7 députés et 3 suppléants

### Députés
1. Jean-Baptiste Lagrevol, homme de loi, juge au tribunal du district d'Yssingeaux.
2. Joseph-Etienne Delcher, homme de loi, procureur de la commune de Brioude.
3. Claude-André-Benoît Reynaud, maire du Puy.
4. Jean-Baptiste Jamon, homme de loi à Montfaucon, administrateur du directoire du département.
5. Antoine Rongiès, cultivateur à Flajeac, près Brioude.
6. Ignace Laurens, homme de loi au Puy.
7. Jacques Bernard Hilaire, homme de loi à Monastier, administrateur du directoire du district du Puy.

### Suppléants
1. Liogier-de-Pieyrres, juge de paix à l'Abbesse, paroisse d'Yssingeaux.
2. Boulanger, homme de loi à Saugues, administrateur du directoire du district du Puy.
3. Vauzelles, homme de loi, accusateur public au district de Brioude.